# Rémi Espitalier
Pas d'image ? Cliquez ici

a Compétitions nationales et continentales officielles uniquement.

Dernière mise à jour le 13 décembre 2012.
Rémi Espitalier, né le 18 juin 1976, est un joueur français de rugby à XV évoluant au poste de deuxième ou troisième ligne.